# Euphronarcha luxaria
Euphronarcha luxaria är en fjärilsart som beskrevs av Achille Guenée 1858. Euphronarcha luxaria ingår i släktet Euphronarcha och familjen mätare. Inga underarter finns listade i Catalogue of Life.